# Organic Syntheses
Organic Syntheses (română Sinteze organice) este o revistă științifică evaluată colegial care a fost publicată pentru prima dată în anul 1921. În cadrul acesteia sunt publicate articole cu privire la proceduri detaliate și verificate pentru sinteza compușilor organici. În cazul acestei reviste, pentru ca un articol să fie aprobat, trebuie ca în timpul evaluării un membru editor să reproducă cu succes în laborator procedeul prezentat în articolul respectiv. Revista este publicată de către Organic Syntheses, Inc., o corporație non-profit.